# Saint-Martin-du-Var
Saint-Martin-du-Var (Occitaans: Sant Martin de Var; Italiaans (verouderd): San Martino del Varo) is een gemeente in het Franse departement Alpes-Maritimes (regio Provence-Alpes-Côte d'Azur). De plaats maakt deel uit van het arrondissement Nice. Saint-Martin-du-Var telde op 1 januari 2022 3.403 inwoners.

## Geografie
De oppervlakte van Saint-Martin-du-Var bedroeg op 1 januari 2022 5,59 vierkante kilometer; de bevolkingsdichtheid was toen 608,8 inwoners per km².
De onderstaande kaart toont de ligging van Saint-Martin-du-Var met de belangrijkste infrastructuur en aangrenzende gemeenten.

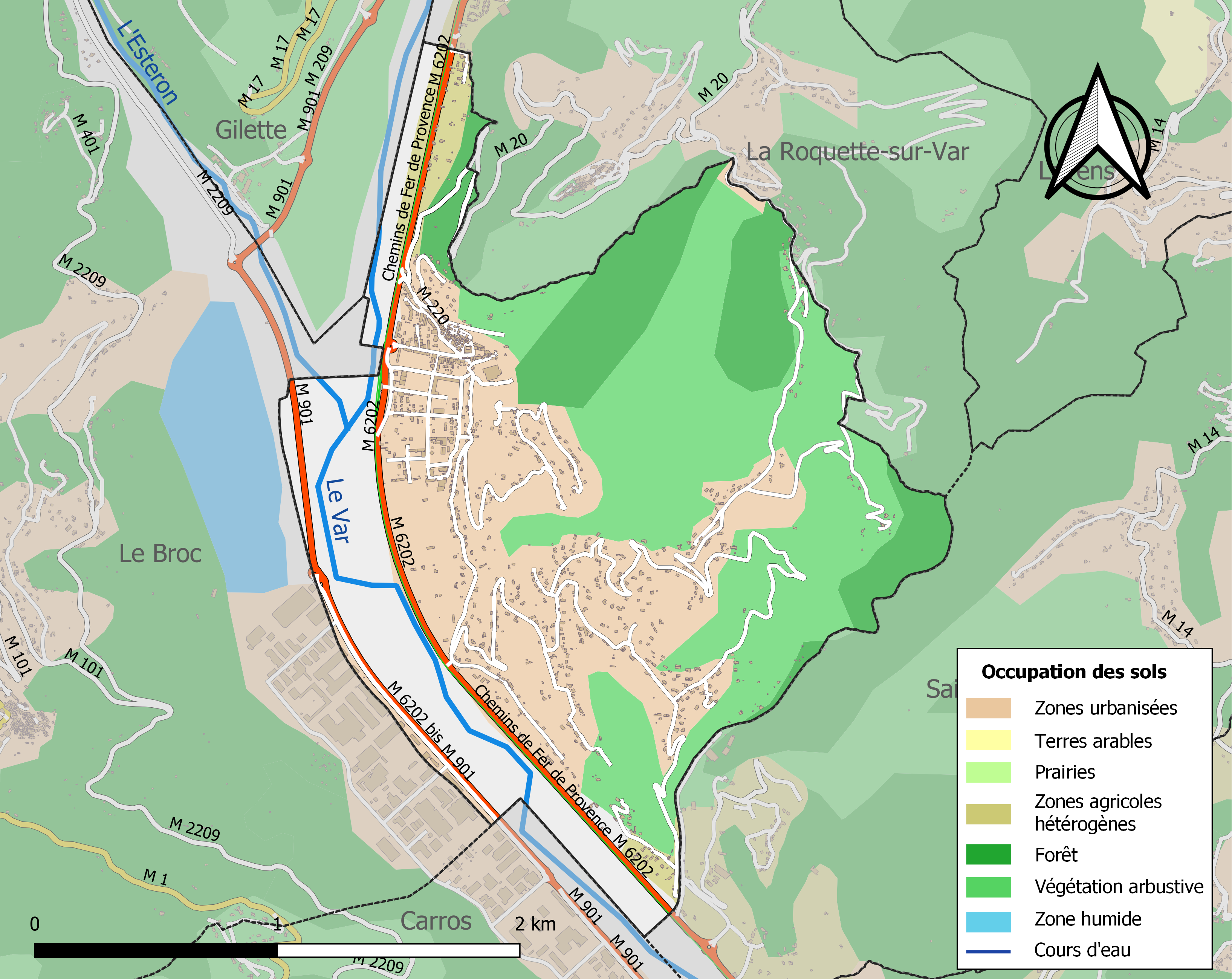

## Demografie
Onderstaande figuur toont het verloop van het inwonertal (bron: INSEE-tellingen).
Vanwege een beveiligingsprobleem met de MediaWiki Graph-software is het momenteel niet mogelijk deze grafiek weer te geven. Zodra de software is bijgewerkt zal de grafiek vanzelf weer zichtbaar worden.